# 潘粤明
潘粤明（1974年5月9日—），北京人，籍貫廣東新豐縣，中国大陆男演员，畢業於北京師範大學藝術系影視製作專業96班。

## 生平
1974年5月9日，潘粤明出生在北京市西城区，父亲潘治光是公安局某处处长，母亲是国企职工。
1994年参演个人首部电视剧《三国演义》饰演吴国第三任皇帝孙休，2000年因主演《非常夏日》获第七届北京大学生电影节最佳新人奖，2002年因主演《情不自禁》获第九届北京大学生电影节最佳男演员奖，2003年因参演《惊涛骇浪》获第九届华表奖优秀新人奖，电视剧《京华烟云》成功饰演曾荪亚一角而走紅。其影视剧代表作有《白夜追凶》、 《白蛇传》、《红衣坊》、《孔雀东南飞》等。 
2013年，成立了自己的工作室。2014年，与张静初主演电影《脱轨时代》。
2017年12月，被评为年度吸引力明星。 2018年1月，获“微博之夜”的“年度最美表演”和“年度实力演员”。 获得安徽卫视国剧盛典年度角色剧星奖。 3月26日，青年电影手册“2017年度华语十佳”中获得“年度突破表演奖”。

## 演出作品

### 电影
| 时间   | 剧名                   | 角色           |
| ------ | ---------------------- | -------------- |
| 1994   | 依波的故事             | 羊蒙           |
| 1999   | 非常夏日               | 雷海洋         |
| 2000   | 蓝色爱情               | 邰林           |
| 2001   | 情不自禁               | 小白           |
| 2001   | 生活秀                 | 久久（来双久） |
| 2002   | 极度险情               | 林炜           |
| 2002   | 从心相恋               | 马晓涛         |
| 2002   | 太想爱你               | 周正午         |
| 2002   | 爱情钥匙               | 韩景明         |
| 2003   | 惊涛骇浪               | 张成文         |
| 2004   | 租妻                   | 郭家驹         |
| 2004   | 我只在乎你             | 史新羽         |
| 2008   | 梅兰芳                 | 朱慧芳         |
| 2008   | 天安门                 | 田震英         |
| 2009   | 寻找成龙               |                |
| 2009   | 男生女生               | 傅晓峰         |
| 2009   | 三班五班               | 傅晓峰         |
| 2010   | 花田囍事2010           | 吴上进         |
| 2010   | 建党伟业               | 蔡和森         |
| 2013   | 帝国秘符               | 成晰           |
| 2013   | 大嘴巴子               |                |
| 2014   | 怒放之青春再见         | 马路(中年)     |
| 2014   | 脱轨时代               | 刘光芒         |
| 2015   | 探灵档案               | 陳文           |
| 2015   | 唐人街探案             | 李             |
| 2015   | 在北极说爱你           |                |
| 2016   | 冒牌卧底               | 韦宝宝         |
| 2017   | 六年，六天             | 客串           |
| 2018   | 为你写诗               |                |
| 2019   | 大人物                 | 他自己         |
| 2019   | 我的宠物是大象         | 杨乐           |
| 2024   | 解密                   | 钱教授         |
| 待上映 | 狂奔的老爸(2018年拍攝) |                |

### 电视剧
| 时间 | 剧名                           | 角色           | 备注                            |
| ---- | ------------------------------ | -------------- | ------------------------------- |
| 1994 | 三国演义                       | 吴景帝孙休     |                                 |
| 1995 | 十三天假日                     | 潘月明         |                                 |
| 1996 | 校园先锋                       | 张端           |                                 |
| 1998 | 大考之年                       |                |                                 |
| 1998 | 贫嘴张大民的幸福生活           | 赵炳文         |                                 |
| 1998 | 宅门轶事 又名兄弟情仇 《决裂》 | 丁德隆         |                                 |
| 1999 | 青春出动                       | 朱景涛         |                                 |
| 2000 | 就赌这一次                     | 唐明           |                                 |
| 2000 | 绝不回头                       | 麦子           |                                 |
| 2000 | 西区故事                       |                |                                 |
| 2001 | 沉星档案                       | 杜雄           |                                 |
| 2002 | 大唐情史                       | 房遗爱         |                                 |
| 2002 | 青春的童话                     | 吴家驹         |                                 |
| 2003 | 麻辣女友                       | 穆清远         |                                 |
| 2003 | 铁血青春                       | 马超           |                                 |
| 2004 | 心跳 又名针锋相对              | 周俊           |                                 |
| 2004 | 阳光丽人                       | 律师纪焕宇     | 客串                            |
| 2004 | 黑蚂蚁                         | 苏岩           |                                 |
| 2005 | 镇长                           | 戴兴           |                                 |
| 2005 | 京华烟云                       | 曾荪亚         |                                 |
| 2006 | 红衣坊                         | 张天云         |                                 |
| 2006 | 新白蛇传                       | 许仙           |                                 |
| 2006 | 传奇皇帝朱元璋                 | 朱标           |                                 |
| 停拍 | 英雄志                         | 卢云           | 2006年拍攝                      |
| 2007 | 热浪岛                         | 孙可           | 未播                            |
| 2007 | 幸福不拒绝眼泪                 | 高小原         |                                 |
| 2008 | 天涯歌女 又名周旋              | 启明           |                                 |
| 2008 | 聊斋奇女子之宦娘               | 温如春         |                                 |
| 2009 | 新情义无价                     | 钟凯强         |                                 |
| 2009 | 孔雀东南飞                     | 焦仲卿         |                                 |
| 2010 | 男生日记                       | 体育教练傅晓峰 | 客串                            |
| 2011 | 盘龙卧虎高山顶                 | 杨作新         |                                 |
| 2011 | 新萍踪侠影                     | 张丹枫         |                                 |
| 2012 | 山里红                         | 谢伯民         |                                 |
| 2012 | 苍天圣土                       | 光绪           |                                 |
| 2014 | 走出国门                       | 蔡家盛         |                                 |
| 2014 | 青春无极限                     | 林康辉         |                                 |
| 2014 | 美人制造                       | 武攸暨         |                                 |
| 2016 | 多少爱，可以重来               | 文辉           |                                 |
| 2017 | 我们的少年时代                 | 班爸爸         | 客串                            |
| 2017 | 白夜追凶                       | 关宏峰/关宏宇  | 网络剧                          |
| 2017 | 富滇风云                       | 邓天泽         | 2011年拍攝                      |
| 2018 | 古董局中局                     | 许一城         | 网络剧                          |
| 2019 | 怒晴湘西                       | 陳玉樓         | 网络剧                          |
| 2019 | 逆流而上的你                   | 陽光           |                                 |
| 2020 | 重生                           | 关宏峰         | 客串，网络剧                    |
| 2020 | 龙岭迷窟                       | 胡八一         | 网络剧                          |
| 2020 | 谁说我结不了婚                 | 魏书           |                                 |
| 2020 | 局中人                         | 沈林           |                                 |
| 2020 | 爱我就别想太多                 | 莫衡           |                                 |
| 2021 | 你是我的荣耀                   | 關在           | 网络剧                          |
| 2021 | 云南虫谷                       | 胡八一         | 网络剧                          |
| 2021 | 啼笑书香                       | 方林           | 2014年拍攝                      |
| 2022 | 重生之门                       | 庄耀柏         | 客串，网络剧                    |
| 2022 | 新居之约                       | 杨光           |                                 |
| 2022 | 昆仑神宫                       | 胡八一         | 网络剧                          |
| 2023 | 非常后妈                       | 丁大强         | 原名:院里院外一家人，2012年拍攝 |
| 2023 | 消失的十一层                   | 曲江河         | 网络剧                          |
| 2023 | 南海归墟                       | 胡八一         | 网络剧                          |
| 2024 | 白夜破晓                       | 关宏峰/关宏宇  | 网络剧，兼任"藝術監製"          |
| 待播 | 黑夜告白                       | 何远航         | 网络剧，兼任"藝術監製"          |
| 待播 | 暗夜之光                       |                |                                 |

### 配音
| 时间 | 剧名               | 角色          | 导演          |
| ---- | ------------------ | ------------- | ------------- |
| 2007 | 福娃奥运漫游记     | 蹦蹦          | 曾伟京        |
| 2009 | 阿童木             | 奥伦          | 曾丹          |
| 2012 | 我的老婆是只猫     | 阿祥          | 黄军          |
| 2018 | 淘气大侦探         | Gnomeo        |               |
| 2018 | 绿毛怪格林奇       | Grinch        | Yarrow Cheney |
| 2023 | 夺宝奇兵：命运转盘 | 印第安纳·琼斯 | 詹姆士·曼格   |

### 话剧
| 时间             | 剧名           | 角色   | 导演 |
| ---------------- | -------------- | ------ | ---- |
| 2015年4月15-19日 | 只因单身在一起 | 乔圣宇 | 黄盈 |

## 主持作品
- 北京电视台少儿节目《七色光》的主持人。

## 获奖经历

### 影视类
- 2018    青年电影手册2017年度突破表演奖     白夜追凶    （获奖）
- 2017    第一届    中国银川互联网电影节最佳互联网网络剧男主角奖    白夜追凶     （获奖）
- 2017    第十四届    MAHB年度先生盛典年度电视剧演员     （获奖）
- 2017    微博之夜年度实力演员     白夜追凶    （获奖）
- 2017    微博之夜年度最美表演     白夜追凶    （获奖）
- 2017    安徽卫视国剧盛典年度角色剧星     白夜追凶    （获奖）
- 2017    时尚先生年度电视剧演员奖     白夜追凶    （获奖）
- 2013    第一届    伦敦国际华语电影节组委会华语电影最佳表演奖    怒放之青春再见    （获奖）
- 2013    第五届    国际华语电影节组委会推荐男演员    帝国秘符    （获奖）
- 2013    第一届    伦敦国际华语电影节最佳男主角    怒放之青春再见    （提名）
- 2011    第六届    华鼎奖古装类题材电视剧最佳男演员    新萍踪侠影    （获奖）
- 2010    第四届    华鼎奖观众最喜爱电视剧男演员    （获奖）
- 2007    第七届    电视电影百合奖“我最喜爱的十佳演员”男演员第二名    情不自禁    （获奖）
- 2003    第二十六届    大众电影百花奖最佳男主角    极度险情    （提名）
- 2003    第九届    中国电影华表奖优秀男演员新人奖    惊涛骇浪    （获奖）
- 2002    第25届    大众电影百花奖最佳男主角    蓝色爱情    （提名）
- 2002    第九届    北京大学生电影节电视电影最佳男演员    情不自禁    （获奖）
- 2001    第二十一届    中国电影金鸡奖最佳男主角    蓝色爱情    （提名）
- 2001    第八届    中国电影表演艺术学会金凤凰奖表演学会奖    非常夏日    （获奖）
- 2000    第七届    北京大学生电影节最佳新人奖    非常夏日    （获奖）

### 时尚类
- 2013    《格调》风尚男艺人奖    （获奖）
- 2013    《精品购物指南》2013年度轻奢突破艺人奖    （获奖）
- 2012    2011 men’s joker“年度公益型男典范”    （获奖）
- 2012    “中国影响2011时尚盛典”年度影响力时尚明星之“年度演技典范”    （获奖）
- 2010    “中国影响2009时尚盛典”年度影响力时尚明星之“年度荧屏男主角”    （获奖）

### 家庭类
- 2011    “中国家庭日”年度颁奖盛典“中国家庭榜样”    （获奖）
- 2011    MSN时尚盛典“2010 MSN星月风尚甜蜜情侣”    （获奖）
- 2010    BQ红人榜年度风尚甜蜜情侣    （获奖）
- 2009    “中国家庭日”年度颁奖盛典“中国和乐家庭”    （获奖）
- 2008    新浪网络盛典“幸福伉俪”    （获奖）

### 其它
- 1998    第一届    北京大专院校文艺汇演小品一等奖    （获奖）
- 1996    中华青少年文学艺术作品大赛小品表演一等奖    （获奖）

## 個人生活
- 2005年8月，潘粤明与董洁因合作《红衣坊》结缘。
- 2008年9月，与演员董洁註册结婚。
- 2009年2月5日，董洁顺利生下一子，小名“顶顶”。
- 2012年10月20日，董潔工作室發表公開聲明，表示與潘粵明已離婚，並稱受潘粵明嗜賭以及惡意炒作等傷害，因而終結婚姻；潘粵明則發表聲明，對董潔工作室之聲明進行逐條反駁。[3][4][5]
- 2014年5月，北京市朝阳区人民法院对“潘粤明名誉权纠纷案”进行一审宣判，法院判令被告董潔經紀人任佳鶯和上海申江服务导报社删除相关文章并刊登向原告潘粤明赔礼道歉的声明。[6]

## 争议

### 违法代言
2022年12月，潘粤明因发布保健食品广告（日加满牌日加满饮品），违反《中华人民共和国广告法》，被上海市市场监督管理局罚款约25.8万元人民币，同时没收违法所得约25.8万元人民币。

## 人物评价
- 鲁豫：我觉得他很沉重，这种沉重会让人觉得他在所谓的翻红之后没有那种飘飘然，反让他依然会有那种很不可多得的谦卑的东西在，这很难得，可是那种沉重东西可能会陪伴他很久很久，就他还是有一堵墙，当某一些敏感词汇一出现，他那些墙是自动的竖起来的，你试图去打破那些墙，没有用的，我想这是一个经过特别大的创痛的人才有的一种反应吧！所以他很勇敢又很...勇敢又脆弱。
- 导演路学长、霍建起、黄军、唐大年：潘粤明不是那种昙花一现的年轻演员，在表演上很有实力，虽然不是表演专业的，但是很有爆发力，对电影分寸的把握，人物性格的拿捏很准到位，对表演角色、理解力和感受力都是非常强的。他的表演松弛、细腻，又有亲和力，在需要激情的时候，也有那种冲击力。
- 凤凰网非常道：潘粤明较为本色，不太会装，他演的书生、富家公子、摇滚青年，都是他自己内心一部分的投射。他骨子里是个大男孩，喜欢在他自个儿的世界里玩反而对事业和功名没太大的野心。对待感情，他认真、浪漫、细腻、体贴，很容易打动女孩子的心，但是他身上的这种文艺气息反过来也可以理解为自我、好幻想、缺乏斗志等等，但是这一切并不适合太过柴米油盐的世俗婚姻，也不太适合演艺圈的名利场。
- 央视：洗尽书生气，挑战性格迥异双生子。